# Giorgio Boscolo
Giorgio Boscolo (Chioggia, 23 febbraio 1955) è un ex calciatore italiano, di ruolo centrocampista.

## Carriera
Cresce nel ClodiaSottomarina, squadra della sua cittadina, Chioggia, dove milita per tre anni (uno in Serie D e due in Serie C).
Nel 1975 si trasferisce all'Avellino con cui gioca in Serie B fino al 1978, anno in cui contribuisce alla promozione degli irpini in Serie A, categoria nella quale militerà coi campani per due anni. Debutta nella massima categoria il  primo ottobre 1978 in Milan-Avellino 1-0.
Nel 1980 passa al Catanzaro dove gioca per altre tre stagioni da titolare in Serie A e poi una quarta annata in Serie B. Con i giallorossi segna le sue uniche reti in Serie A, il 5 ottobre 1980 in Catanzaro-Como 2-0, il gol che chiude l'incontro e la prima rete della partita in Ascoli-Catanzaro 3-2 del 27 febbraio 1983.
Nel 1984 scende poi in Serie C1 nell'Asti per una stagione, prima di fare ritorno in Serie B, categoria nella quale gioca per un anno nel Genoa e per due nel Modena.
Chiude la carriera professionistica giocando con il Fasano nella Serie C2 1988-1989.
Ha totalizzato complessivamente 136 partite e 2 reti in Serie A e 193 presenze e 2 reti in Serie B.

## Palmarès
- Campionato italiano Serie D: 1

Clodiasottomarina: 1972-1973